# Distrito de Ikoma
El distrito de Ikoma (生駒郡 Ikoma-gun?) es un distrito localizado en la prefectura de Nara, Japón. En julio de 2019 tenía una población estimada de 76.334 habitantes y una densidad de población de 1.489 personas por km². Su área total es de 51,27 km².

## Localidades
- Ando
- Heguri
- Ikaruga
- Sangō